# Віндзор (Онтаріо)
 Віндзор  (англ. Windsor) — місто в провінції Онтаріо (Канада). Розташоване місто у графстві Ессекс на річці Детройт навпроти міста Детройт.
Віндзор з'єднаний з Детройтом мостом і тунелем.

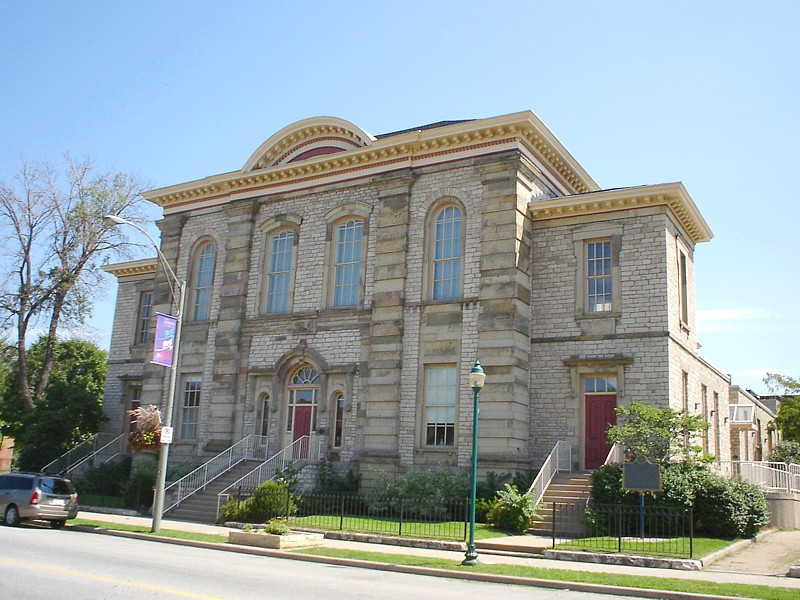
Зала ім. Макензі

Близьке розташування американського Детройту сприяє тому, що Віндзор є центром автомобільної промисловості Канади. В місті налагоджено виробництво обладнання для автомобільної промисловості. Також розвинені фармацевтична, хімічна промисловість і металургія.
Віндзор відомий автозаводом компанії «Крайслер» (англ. Chrysler Corporation Canada).

## Персоналії
- Зелений Богдан — підстаршина Української галицької армії, член УВО та ОУН, голова Української стрілецької громади Канади.